# أبرشية قبرص الأرمنية
أبرشية قبرص (بالأرمنية: Կիպրոսի հայոց Թեմ)‏ (كوبرسي هايوتس تيم )، هي واحدة من أقدم أبرشيات الكنيسة الرسولية الأرمنية خارج الأراضي الأرمنية التاريخية، وتغطي جمهورية قبرص. أُسِسًت خلال القرن الثاني عشر ويبلغ عدد حاليًا حوالي 3500 شخص، يشكلون حوالي 95 ٪ من الأرمن في قبرص. تخضع الأبرشية لسلطة الكرسي الرسولي في كيليكيا التابع للكنيسة الأرمنية.
مقر الأبرشية هو كاتدرائية نيقوسيا والدة الرب المقدسة. يقع مبنى الأساقفة بالقرب من الكاتدرائية، في 47 شارع أرمينيا، ستروفولوس، نيقوسيا. رئيس الأساقفة خورن دوغرامادجيان هو حاليًا نائب رئيس الأبرشية، ويعمل منذ مارس 2017.

## تاريخ

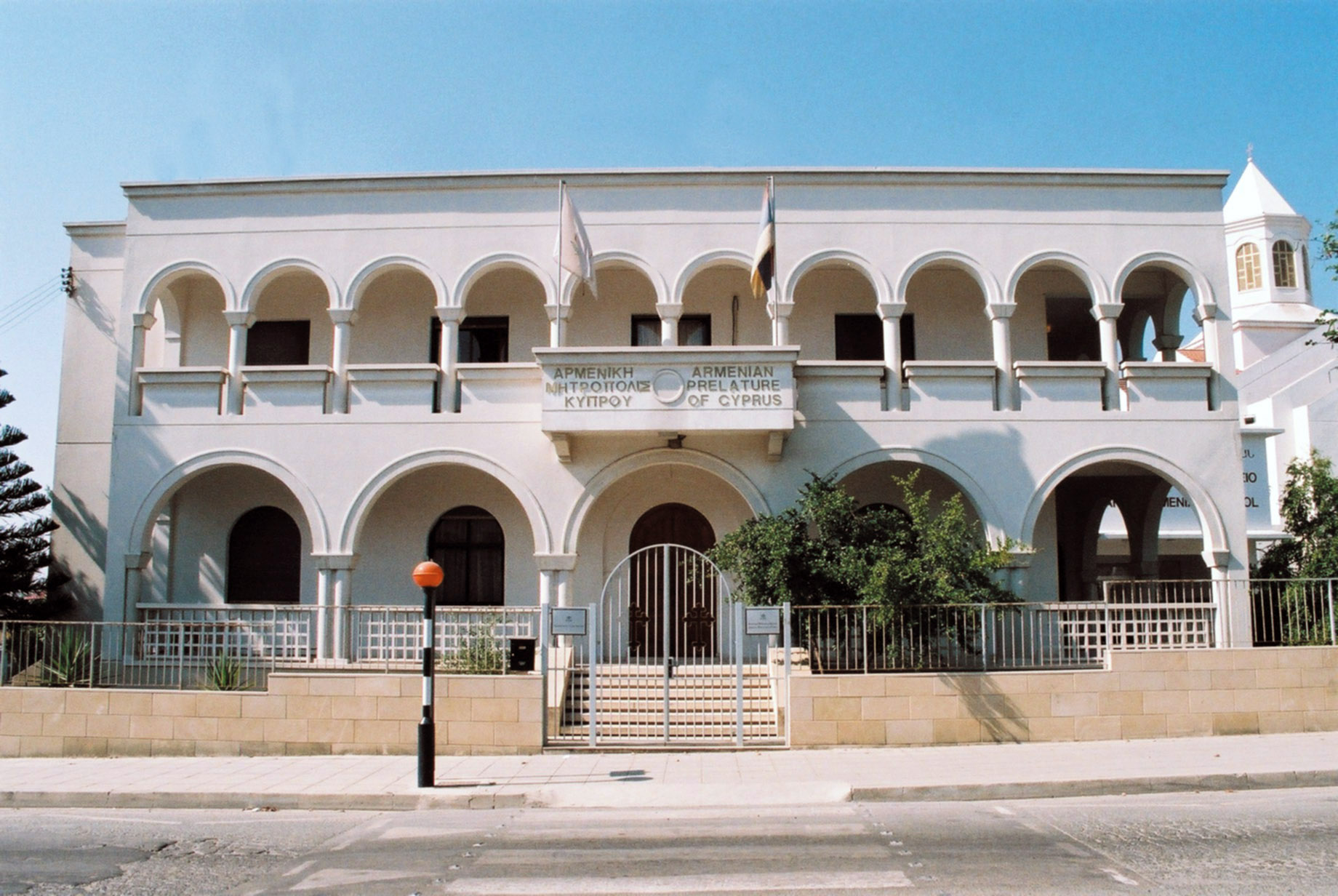
بناء المعبد الأرمني لقبرص في ستروفولوس، نيقوسيا

تأسست الأبرشية الأرمنية في قبرص عام 973 من قبل الكاثوليكوس خاتشيج الأول ومنذ ذلك الحين حافظت على وجود مستمر في الجزيرة. في السنوات التي تلت ذلك، شارك بعض أساقفتها في مجامع كنسية مهمة، مثل تاتيوس (الذي شارك في مجلس رومكلا عام 1179)، نكوكهاوس (الذي شارك في سينودس سيس في عام 1307) و كريكور (الذين شاركوا في مؤتمر أساقفة الروم الأرثوذكس في قبرص عام 1340). أكدت آثار الكنيسة الأرمنية في قبرص من قبل فخامة البابا لاوون العاشر صدر عام 1519 بعد خلافات متعددة، وبموجب ذلك يكون الأسقف الأرمني أكبر من الطائفة المارونية واليعقوبية والأقباط.
تاريخيا، كانت برلاتر تحت سلطة كاثوليكوسية الكرسي الرسولي في قليقلة، بينما اليوم هي أقدم أبرشية تقع ضمن ولايتها القضائية. في الماضي، ولأسباب مختلفة، كانت في بعض الأحيان تحت البطريركية الأرمينية في القدس (1775-1799، 1812-1837، 1848-1861، 1865-1877، 1888-1897، 1898-1908)، بطريركية الأرمن في القسطنطينية ( 1799-1812، 1861-1864، 1877-1888، 1897-1898، 1908-1921)، حتى كاثوليكوسية إتشميادزين (1864-1865). كانت قبرص ملاذًا لاثنين من بطاركة القسطنطينية المنفيين، رئيس الأساقفة تافيت أريفالتسي (1644-1648) والأرشمندريت الكبير كريكور باسمادجيان (1773-1775). الأسقف الحالي، النائب العام الكاثوليكي، هو اعتبارًا من عام 2014 رئيس الأساقفة ناريج اليميزيان. كاهن رعية نيقوسيا هو الأب. موميك حبشيان (منذ عام 2000)، بينما كان الأب كاهن الرعية في لارنكا وليماسول.
ماشدوتس أسكاريان (منذ 1992)
لعدة قرون، كان المبنى السابق يقع داخل المجمع الأرمني في شارع فيكتوريا في نيقوسيا المسورة. عندما استولى المتطرفون القبارصة الأتراك على هذه المنطقة في 1963-1964، نُقِلَ برلاتر مؤقتًا في شارع ارام اوزونين (1964-1968)، ولاحقاً إلى شارع كيريكوس ماتسس في أيوس دوميتيوس (1968–1984). بفضل جهود الأسقف زاره أزنافوريان وبمساعدة مالية من الكنيسة الإنجيلية في ويستفاليا، شُيدَ المبنى الجديد في عام 1983 بجوار كنيسة مريم العذراء ومدرسة ناريج في نيقوسيا، من قبل المهندسين المعماريين اذوس دكايوس والقس دكايوس؛ اُفتتح رسميًا في 4 مارس 1984، أثناء الزيارة الرعوية لكاثوليكوس كاريكين الثاني. بمبادرة من رئيس الأساقفة فاريوجان هرجليان، في عام 1998، جُددَ الطابق السفلي من المبنى وتشكيل قاعة "فاهرام يوتيجيان"؛ في السابق غرفة متجر، أصبح حقيقة واقعة من عائدات المزاد في 1994 للمجموعة الفنية التي تبرع بها فاهرام يوتيجيان إلى برلاتر في عام 1954. وأفتتحه كاثوليكوس آرام الأول في 3 فبراير 1999؛ هناك العديد من الفعاليات الخيرية والمجتمعية والثقافية. يضم مجلس برلاتر مجموعة من الآثار الكنسية، والتي كان بعضها سابقًا في كنيسة العذراء مريم القديمة أو ماجارافانك.

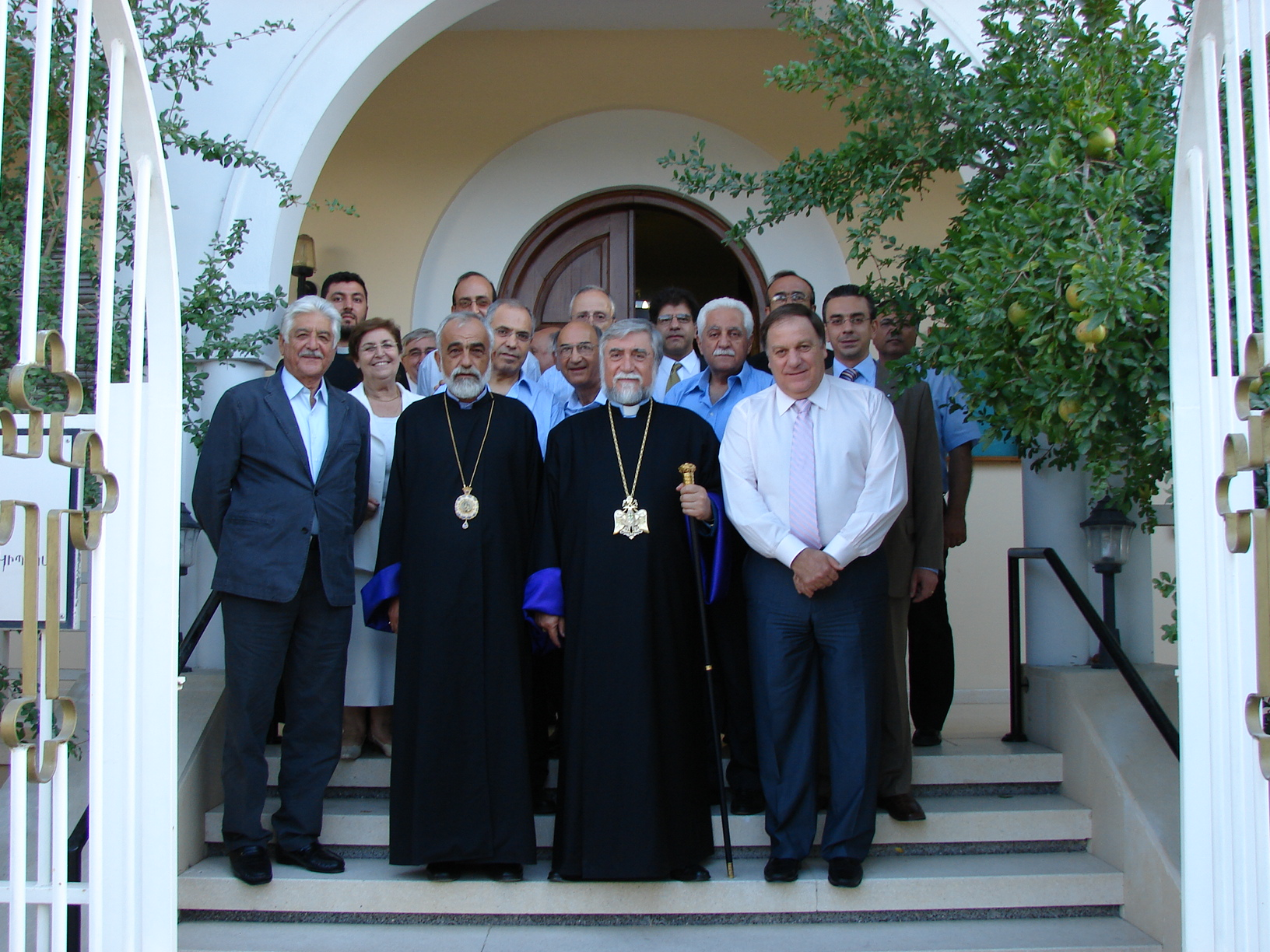
الأرمن العرقي في قبرص مع الكاثوليكوس آرام الأول (2008)

يتألف ميثاق السابق، الذي صيغَ لأول مرة في عام 1945 وصودق عليه في عام 1950، من 102 مادة، ويسري في شكله الحالي اعتبارًا من 3 سبتمبر 2010 تمارس الإدارة من قبل النظام العرقي الأرمني (Ազգային Իշխանութիւն) من خلال مجلس الأبرشية [Թեմական Ժողով] ( تيماغان يوغوف)، الذي يتألف من الأسقف وكاهنين واثني عشر شخصًا عاديًا منتخبًا: 7 لنيقوسيا، و 3 لارنكا، و 1 ليماسول و 1 من أجل فاماغوستا] والمجلس الإداري [Վարչական Ժողով ( فارجاكان جوفون)، برئاسة الأسقف ويتألف من سبعة أشخاص عاديين عينهم تيماغان]، يرأسه حاليًا سيبوه تافيتيان (اعتبارًا من عام 2007) وجون جيفريان (اعتبارًا من 2011)، على التوالى. أصبح الممثل المنتخب بحكم منصبه عضوًا في مجلس الأبرشية اعتبارًا من عام 1998. هناك أيضًا لجان أبرشية محلية (թաղական հոգաբարձութիւններ)، واحدة في نيقوسيا، واحدة في لارنكا وواحدة في ليماسول، لجنة التعليم المسيحي (Քրիստոնէական դաստիարակութեան յանձնախումբ ) ولجنة السيدات (Տիկնանց յանձնախումբ ). تحت لجنة التعليم المسيحي توجد مدارس الأحد (Կիրակնօրեայ վարժարաններ ) ولجنة الشباب (երիտասարդական յանձնախումբ ).
وفقًا لقرار مجلس الوزراء 66.589 / 19–12–2007، تتلقى الإدارة الأرمنية لقبرص منحة سنوية قدرها 59,800 يورو من جمهورية قبرص؛ كما تدفع الجمهورية رواتب رجال الدين في السابق وتغطي رعايتهم الطبية والصحية (قرار مجلس الوزراء 48.166 / 22–07-1998 ). تنطبق نفس الترتيبات على رئيس أساقفة قبرص الماروني والنيابة اللاتينية في قبرص (تتلقى الأخيرة منحة سنوية قدرها 51.260 يورو).

### قائمة الأساقفة
فيما يلي قائمة بأسماء الأسقف الأرمنية لقبرص، وفقًا للمعلومات المتاحة. لسوء الحظ، هناك بعض الثغرات:
| Year         | Prelate             | Year      | Prelate                           | Year      | Prelate                       |
| ------------ | ------------------- | --------- | --------------------------------- | --------- | ----------------------------- |
| ... 1179 ... | المطران تاتيوس      | 1679      | الأرشمندريت فارتان                | 1822      | الأرشمندريت كابرييل           |
| ... 1307 ... | المطران نيجوغاوس    | 1704–1705 | الارشمندريت ميناس                 | 1827–1833 | الأرشمندريت هاروتيون          |
| ... 1340 ... | المطران كريكور      | 1715      | الارشمندريت تافت                  | 1837–...  | الأسقف هوفانيس                |
| 1421–1425    | المطران ليفون       | 1715–1735 | أرشمندريت هاروتيون                | 1842–1843 | البطريرك زكرياجوباتسي         |
| 1446–1467    | المطران سركيس       | 1718      | الأرشمندريت تاتيوس                | 1844      | الأرشمندريت تاتيوس            |
| 1504–1515    | المطران تافت        | 1736      | الأرشمندريت مارديروس              | 1846–1848 | رئيس الأساقفةهوفانيس          |
| 1553–1567    | المطران هوغاس       | 1744–1745 | المطران تافت                      | 1848      | المطران هوفانيس يتيسيان       |
| 1567         | المطران هوفانيس     | 1751–1753 | الأرشمندريت هوفسيب                | 1851      | الأرشمندريت كيفورك            |
| 1568         | المطران هوفانيس     | 1773–1775 | كبير الأرشمندريت كريكورباسمادجيان | 1854      | المطران هوفانيس ماميغونيان    |
| 1581         | هيرومونك سديبانوس   | 1779      | المطران مارديروس                  | 1856      | المطران أبراهام بولبول        |
| 1618         | مونك فارتان         | 1783–1789 | المطران هاجوب                     | 1857–1859 | أرشمندريت بوكوس               |
| 1642         | الأرشمندريت ميسروب  | 1799–1812 | رئيس الأساقفة هوفانيس             | 1859–1861 | الأرشمندريت اتاناس            |
| 1644-1647    | رئيس الأساقفة تافيت | 1812      | الأرشمندريت بيدروس                | ...–1865  | الأرشمندريت تاتيوس يريتسيان   |
| 1665         | الاباتي ساهاج       | 1814      | الأرشمندريت سديبانوس              | 1865–1867 | الأرشمندريت كوكاس خانجيان     |
| 1668         | الأرشمندريت هوفانيس | 1816      | الأرشمندريت تيوتوروس              | 1870–1872 | الأرشمندريت فارتان ماميغونيان |
| 1670         | المطران ملدون       | 1817–1819 | المطران تيونيسيوس كارابديان       | 1872–1873 | الأرشمندريت موفسس جيومروكديان |
| 1675–1695    | الأرشمندريت ساركيس  | 1821      | الأرشمندريت سديبانوس              | 1873–1874 | الأرشمندريت مغاكيا ديرونيان   |